# Spirits!!
《Spirits!!》為日本男偶像團體關西傑尼斯8的第2張DVD｡。

## 概要
- 收錄2005年7月末的“Summer Special 2005前夜祭”最後一場演出。
- 初回盤共2張DVD，通常盤只有收錄現場演唱會。

## 收錄內容
1. OVERTURE~∞ o'clock
2. Do you agree?
3. 旅人
4. STANCE
5. DREAMIN'BLOOD
6. 大阪レイニーブルース
7. MC-1
8. 愛以外のなんでもない　錦戸亮
9. 明日　大山田（大倉忠義・丸山隆平・安田章大）
10. All Of Me For You
11. PGF　錦戸亮・横山裕・澀谷昴
12. 剣の舞 ※途中加入、村上信五・大倉忠義・安田章大・丸山隆平
13. Let's Fight
14. ベスト・フレンド -BEST FRIEND-
15. 桜援歌 (Oh!ENKA)
16. 浪花いろは節
17. MC-2
18. 止まらない想い〜イセイジン［B.A.D.］
19. 好きやねん、大阪。
20. マーメイド　横山裕・村上信五
21. Name of love　大倉忠義・安田章大
22. Go Now To The World　丸山隆平
23. Knockin'Trackin' 　錦戸亮・澀谷昴
24. 無限大
25. CHANCE [KANSAI BOYS]
26. マーチング・ドラム・ソロ　大倉忠義
27. 千年メドレー （千年の季節〜She's a Woman）　村上信五
28. ONE　すばるBAND
29. Heavenly Psycho
30. アメちゃん　三兄弟
31. プリン　三兄弟
32. 口笛の向こう
33. MC-3
34. 大阪ロマネスク
35. Cool magic city
36. 好きやねん、大阪。

### 初回盤
1. 好きやねん、大阪。DVD［17分鐘］
2. 「好きやねん、大阪。」PV
3. HOUSE食品「好きやねん」的廣告拍攝花絮
4. 「Spirits!!」貼紙
  - 以上沒有收錄於通常盤中